# Georges Moustaki
Georges Moustaki, né Giuseppe Mustacchi ou Yussef Mustacchi le 3 mai 1934 à Alexandrie (Égypte) et mort le 23 mai 2013 à Nice, est un auteur-compositeur-interprète d'origine italo-grecque naturalisé français en 1985. Il est aussi artiste-peintre, écrivain et acteur.

## Biographie

### Débuts
Né en Égypte, de parents grecs de religion juive, romaniotes et de langue italienne, originaires de l'île de Corfou, il grandit dans un environnement multiculturel (juif, albanais, turc, italien, arabe, français) et se passionne vite pour la littérature et la chanson française ; pour le linguiste Louis-Jean Calvet, « né à Alexandrie d’une famille juive grecque mais de langue italienne, baptisé Giuseppe par ses parents, inscrit à l’état civil égyptien sous le nom de Youssef, appelé à l’école française Joseph, puis Jo, un diminutif qui a fait croire, lorsqu’il est arrivé en France, qu’il s’appelait Georges, ce qu’il a laissé faire par admiration pour Brassens, il symbolise par cette simple succession de prénoms l’univers méditerranéen ».
Il y avait à Alexandrie une très grande famille Mustacchi. Son père, libraire francophone, l'inscrit ainsi que ses deux sœurs Élisabeth et Marcelle au lycée français d'Alexandrie.

### Installation en France
Georges vient en 1951 à Paris où il s'installe chez Marcelle et son époux le poète Jean-Pierre Rosnay, lui aussi libraire et pour qui il fait du porte-à-porte en vendant des livres de poésie.
Il exerce par la suite la profession de journaliste, puis de barman dans un piano-bar, ce qui l'amène à fréquenter des personnalités du monde musical de l'époque, notamment dans le haut lieu de la vie intellectuelle et culturelle parisienne, le quartier Saint-Germain-des-Prés.
Il entend ainsi Georges Brassens se produire un soir ; c'est pour lui une révélation : il n'aura de cesse par la suite de faire référence à ce maître, allant jusqu'à adopter son prénom en guise de pseudonyme. Ils s'entendent très bien, et Brassens lui prodigue des conseils.

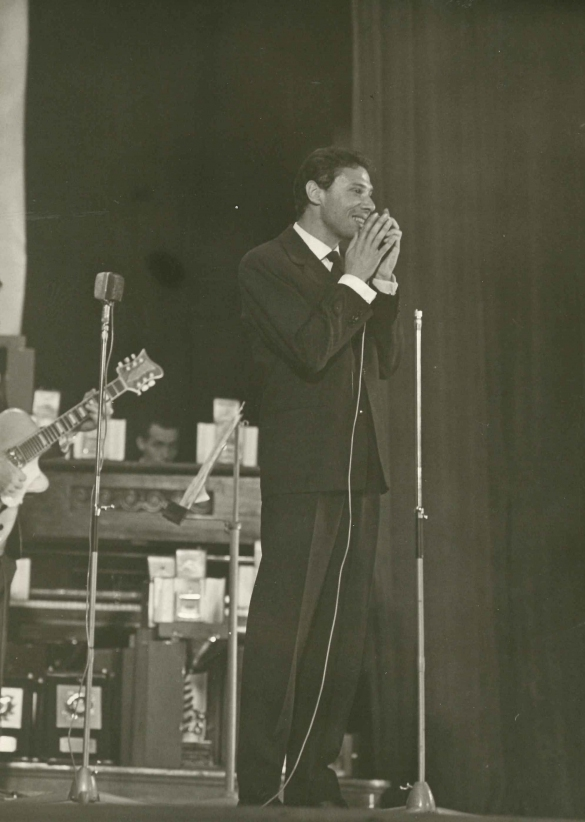
Georges Moustaki en 1961.

En 1958, le guitariste Henri Crolla lui présente Édith Piaf pour laquelle il écrit quelque temps plus tard une de ses chansons les plus connues, Milord, et avec qui il connaîtra une courte et fougueuse liaison d'un an ; c'est lui qui présente Georges Brassens à Édith Piaf, quelque peu hermétique aux chanteurs solistes, qui s'accompagnent à la guitare, dits « rive gauche ». Elle incite Moustaki à sortir de ce mouvement.

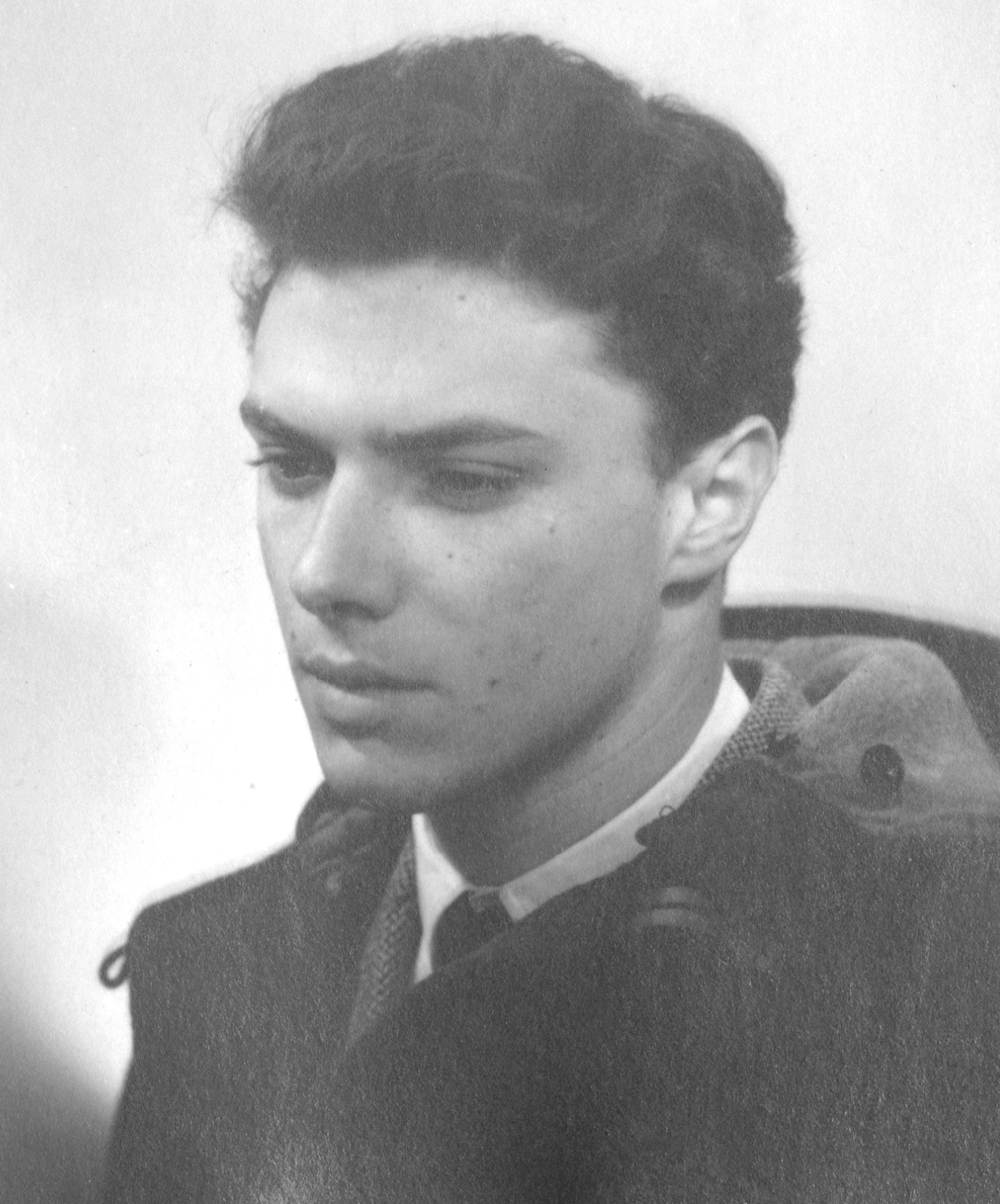
Moustaki en 1955. Photo d'identité Sacem.

Tout au long des années 1960, Moustaki se positionne comme un compositeur et parolier pour les grands noms de la chanson française comme Yves Montand, Barbara et Serge Reggiani, avec qui il se lie d'amitié. Sa différence d'âge avec Piaf de 18 ans son aînée lui inspire Sarah, qui sera tout d'abord interprétée par Reggiani, avant que lui-même ne l'enregistre à son tour avec son aval[réf. nécessaire].

### Carrière
Il crée alors des chansons qui resteront parmi ses plus grands succès : Ma solitude, Joseph et Ma liberté ou encore La Dame brune qu'il interprète alors en duo avec Barbara. Sa devise, tirée d'un écrit d'Antoine Blondin est « l'homme descend du songe ».
En 1968, artiste engagé au moment des événements de Mai 68, il écrit, compose et interprète Le Métèque, ballade romantique qui parle d'un étranger un peu éthéré, doux rêveur, sans attache. C'est un grand succès international qui marque un nouveau début de sa carrière d'artiste.
En janvier 1970, il fait son premier grand concert en vedette à Bobino. On découvre alors un artiste qui privilégie une ambiance chaleureuse, de proximité avec son public.

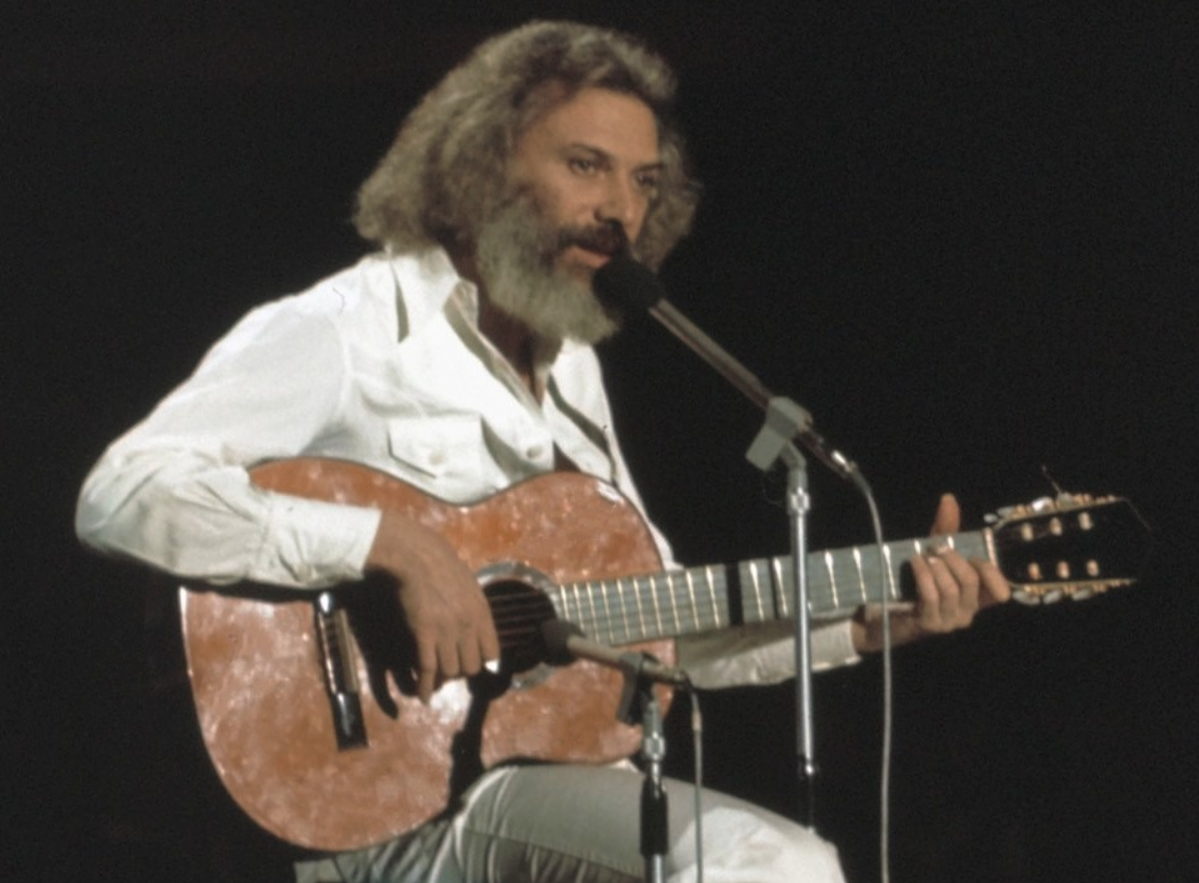
Georges Moustaki à la guitare en 1974.

En 1973, son album Déclaration, prend ses racines dans la musique populaire brésilienne (MPB). On y trouve la chanson Le quotidien, traduite de la chanson Cotidiano sur des paroles de Vinicius de Moraes et une musique de Toquinho et Les Eaux de mars, traduite de la chanson Águas de Março paroles et musique de Antônio Carlos Jobim.
Pendant les trois décennies suivantes, il parcourt le monde pour se produire, mais surtout trouver de nouvelles inspirations ; il écrit entre autres La Vieillesse à 50 ans.
Le 8 janvier 2009, Georges Moustaki monte sur scène, à Barcelone, et explique au public que ses problèmes respiratoires ne lui permettent pas d'assurer le concert. Le 14 octobre 2011, le chanteur annonce à la presse qu'il est définitivement incapable de chanter.
Grand amateur de la guitare, son instrument de prédilection, auquel il rend hommage dans plusieurs de ses chansons, il noue des liens d'amitié avec le guitariste virtuose Alexandre Lagoya, comme lui né à Alexandrie, et d'origine familiale gréco-italienne.

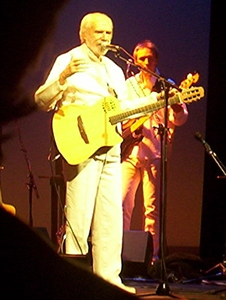
Au théâtre du Rond-Point en décembre 2005.
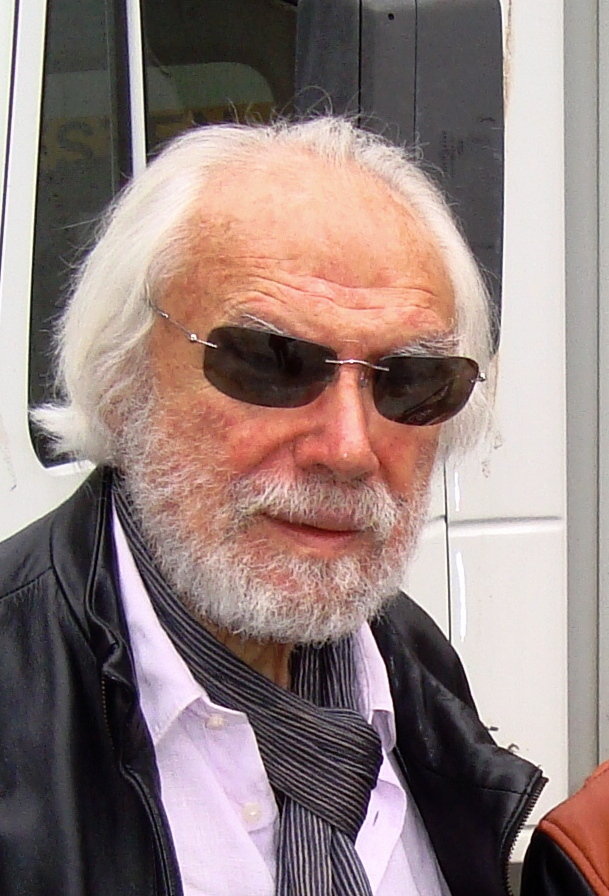
En septembre 2008, avant l'un de ses derniers concerts.

### Engagements politiques
Il s'engage lors de Mai 68 (période à propos de laquelle il compose la chanson Le Temps de vivre). Il chante dans les usines occupées auprès des ouvriers en grève avec ses amis musiciens pour «accompagner les événements avec nos guitares et nos chansons». A propos de cette période, il déclare: «On se produisait notamment à l’usine Citroën. Il y avait des Portugais, des Yougoslaves, des Arabes, qui ne comprenaient rien à ce que je chantais, tout près d’une chaîne de montage, contraire à toutes les lois de l’acoustique. Une relation tendre, belle, se créait entre nous (…) Mon filet de voix s’ouvrait. J’avais envie que cette magie se perpétue».
Il est proche des mouvements trotskistes comme le montre sa chanson Sans la nommer où il personnifie la révolution permanente, une des théories principales de Léon Trotski.
Lors de l'élection présidentielle française de 2012, il donne son soutien au candidat du NPA Philippe Poutou.
A sa mort, la CGT salue un «compagnon de route», «artiste engagé, contestataire, révolté contre les injustices».

### Fin de vie et mort

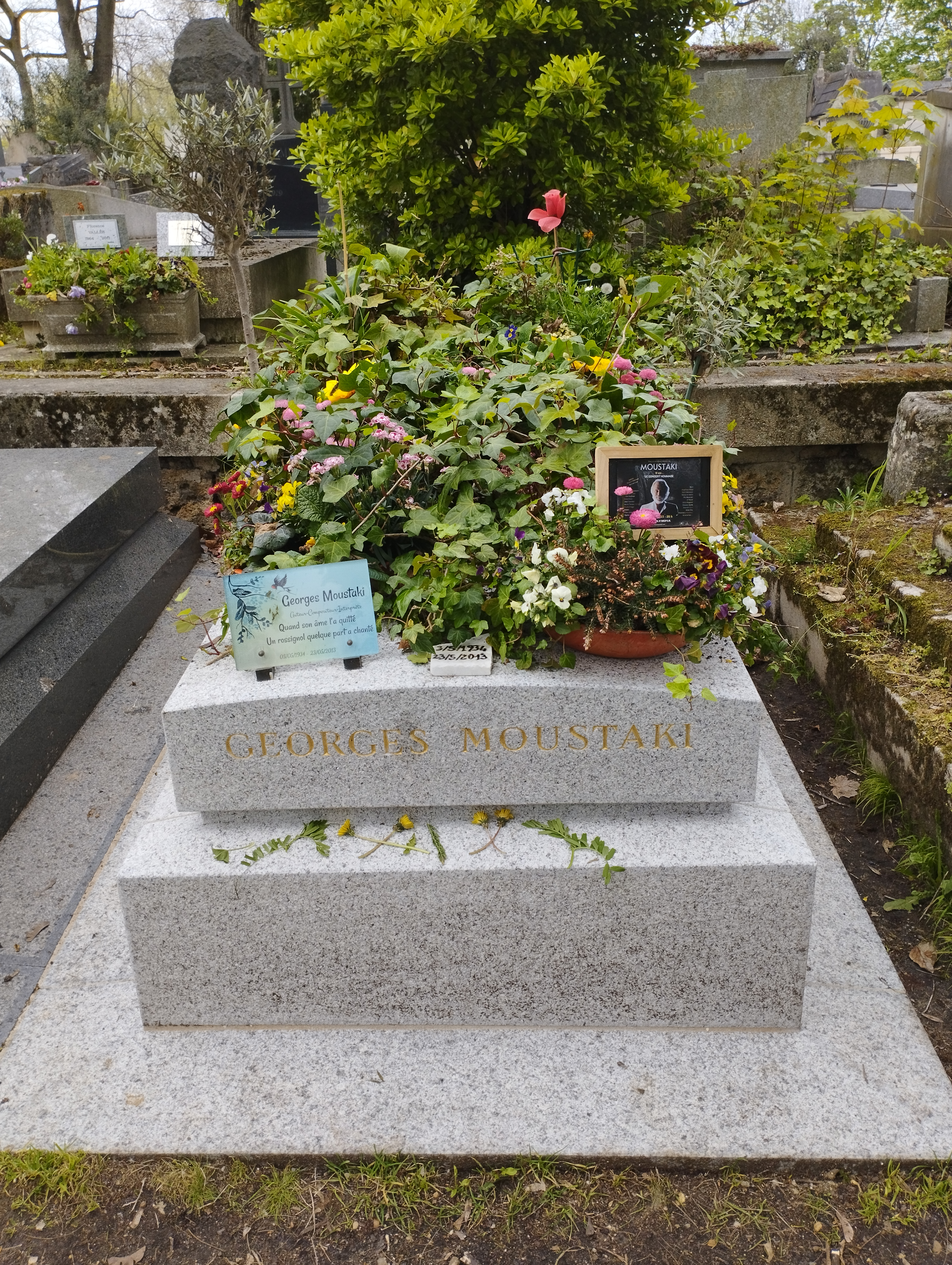
Tombe de Georges Moustaki au cimetière du Père-Lachaise (division 95).

Hospitalisé à la clinique Maison du Mineur à Vence (Alpes-Maritimes), il meurt à l'âge de 79 ans le 23 mai 2013 à Nice, des suites d'une maladie pulmonaire, un emphysème,,.
Il est inhumé dans l'après-midi du lundi 27 mai dans un caveau provisoire au cimetière parisien du Père-Lachaise avant d'y être transféré dans sa sépulture définitive (95e division, le long de l'avenue transversale no 2).
Moustaki a été enterré selon les rites juifs dans un caveau familial au cimetière du Père Lachaise à Paris à quelques mètres de la tombe de son ancienne amante Édith Piaf.

### Vie privée
Georges Moustaki a une fille, Pia, née en 1954 de son union avec Annick Cozannec (1929-2008), surnommée « Yannick », femme de cinq ans son aînée, la seule qu'il épouse, lorsqu'il a vingt ans. Il mentionne brièvement l'existence de son enfant dans sa chanson Il est trop tard.
Il a notamment eu une liaison avec l'actrice Jeanne Moreau, ainsi qu'avec Édith Piaf pour laquelle il écrit la chanson Milord.
Dans les années 1970, il a pour compagne Catherine Le Forestier, la sœur de Maxime, avec qui il chante en duo.
Il a également vécu une liaison avec la journaliste Sophie Delassein, qui le raconte dans son livre La Vie avec Moustaki (Éditions du Moment).

## Prix Georges-Moustaki
En 2010, le premier Prix Georges-Moustaki de l'album autoproduit ou indépendant est créé par Thierry Cadet et Matthias Vincenot. Il est remporté par Melissmell (2011), Vendeurs d'Enclumes (2012), Askehoug (2013), Robi (2014), Liz Van Deuq (2015), Eskelina (2016), Léopoldine HH (2017), Gatica (2018), SiAu (2019), Matéo Langlois (2020), Vaslo (2021), Gaben (2022) et Marion Cousineau (2023).

« Ce prix Georges-Moustaki me fait honneur par la qualité des artistes qui ont présenté leur candidature et par sa vocation de récompenser un album autoproduit ; c’est-à-dire réalisé en toute liberté et en toute indépendance. Je remercie tous ceux qui ont rendu cette aventure possible et le public qui participe à cette célébration. Je suis en phase avec les deux jeunes gens qui s’en occupent. J’avais quelques réticences à m’embringuer là-dedans, mais ils sont terriblement sympathiques, et ils savent ce qu’ils font. Ce sont des gens que j’estime beaucoup. J’ai eu envie de les suivre. Je vois ce qu’ils font tout au long de l’année. On est dans la même cour. »

— Georges Moustaki au magazine Platine.

## Hommages

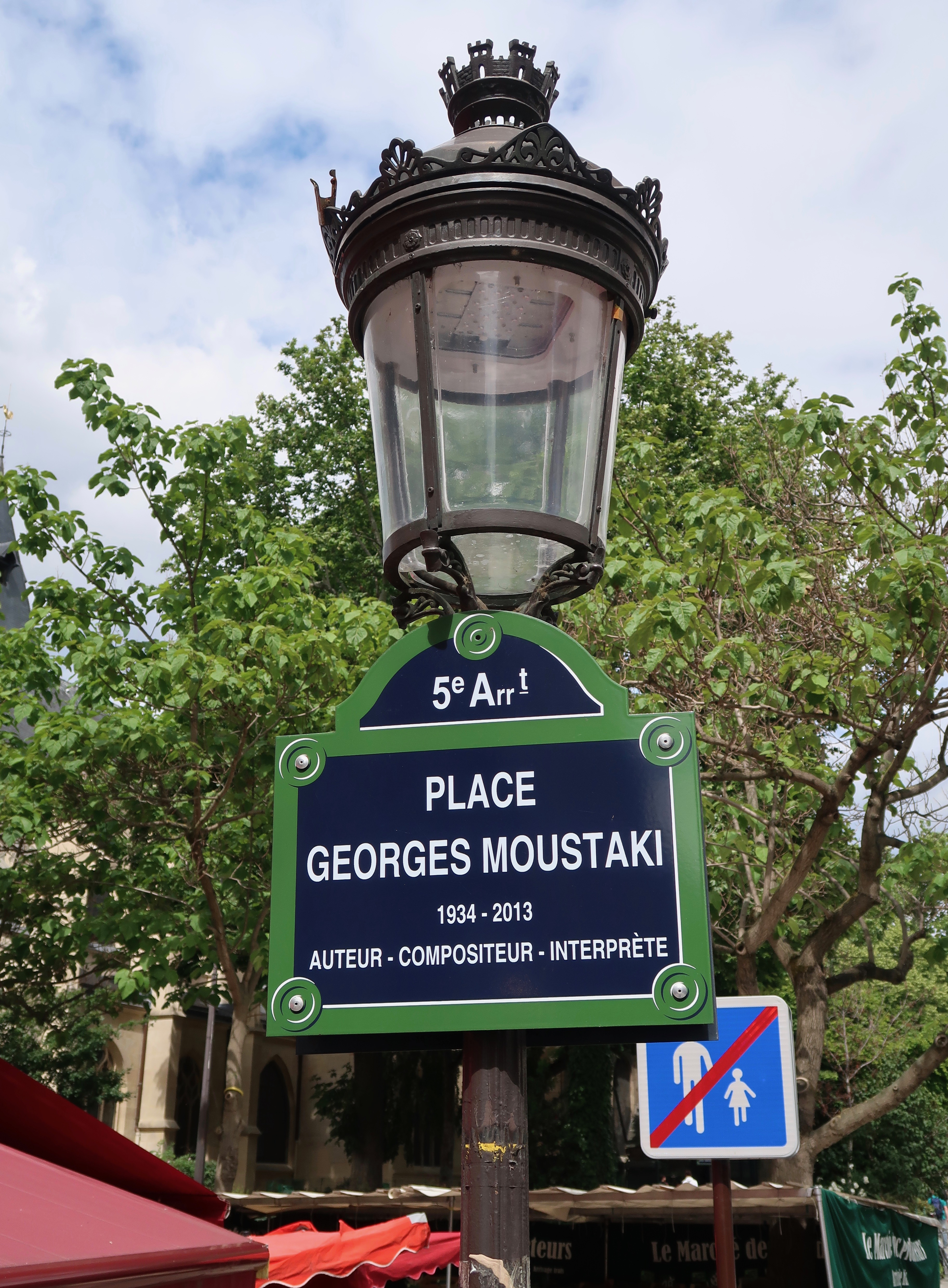
Plaque de la place Georges-Moustaki à Paris Ve

En juin 2013, le Conseil de Paris vote à l'unanimité le principe de renommer en son honneur une rue sur l'île Saint-Louis où il avait son domicile parisien. Ce projet ne se concrétise pas, finalement remplacé le 23 mai 2017 par l'inauguration par la maire de Paris Anne Hidalgo d'une place Georges-Moustaki au bas de la rue Mouffetard, à proximité de l'église Saint-Médard, dans le 5e arrondissement.
Il existe des rues Georges-Moustaki à Boulazac Isle Manoire (Dordogne), Issoire (Puy-de-Dôme) et Labruguière (Tarn), des allées Georges-Moustaki à Andernos-les-Bains et Saint-Jacques-de-la-Lande (Ille-et-Vilaine), une école Georges-Moustaki à Gout-Rossignol (Dordogne), une maison de quartier Georges-Moustaki au Mans (Sarthe), ainsi qu'un village de vacances Georges-Moustaki aux Moussières (Jura).
La chanteuse catalane Marina Rossell (1954-) lui a dédié plusieurs spectacles et disques dont Canta Moustaki y Canciones de la Resistencia, en 2019.

## Discographie

### Albums studio
- 1961 : Les Orteils au soleil
- 1969 : Le Métèque
- 1971 : Il y avait un jardin
- 1972 : Danse
- 1973 : Déclaration
- 1974 : Les Amis de Georges
- 1975 : Humblement il est venu
- 1976 : Prélude
- 1977 : Espérance (Nos enfants)
- 1979 : Si je pouvais t'aider
- 1979 : Et pourtant dans le monde
- 1981 : C’est là
- 1982 : Moustaki et Flairck
- 1984 : Pornographie
- 1986 : Joujou
- 1992 : Méditerranéen
- 1993 : Lo Straniero (Compilation en italien)
- 1996 : Tout reste à dire
- 2003 : Odéon
- 2005 : Vagabond
- 2008 : Solitaire (avec un DVD)

### En concert
- 1970 : Bobino 70 — Le temps de vivre
- 1973 : Concert
- 1975 : Live
- 1978 : Olympia
- 1988 : Au Déjazet
- 2001 : Olympia 2000
- 2002 : Presque en solo - Live à la Philharmonie de Berlin (Troubadour Records)
- 2008 : À Montréal
- 2015 : En live au Troubadour Festival 1995 (Troubadour Records ; seulement en téléchargement)

Doubles albums sauf le premier.

### Principales compilations
- 1989 : Ballades en balade (coffret 4 CD, 87 titres, avec les paroles des chansons)
- 2002 : Tout Moustaki ou presque… (coffret 10 CD, 222 titres dont plusieurs inédits de 1960, avec les paroles des chansons sur chaque CD et un livret de 84 pages)
- 2006 : Gold (double CD, 45 titres)
- 2007 : Les 50 plus belles chansons de Georges Moustaki (coffret 3 CD)
- 2012 : 4 albums originaux (coffret 4 CD contenant Le Métèque, Il y avait un jardin, Danse et Les amis de Georges)
- 2023 : Raretés & Inédits (Deux albums virtuels diffusés sur les plateformes)

### Compositeur de musiques de films
- 1962 : Jusqu'au bout du monde, de François Villiers : un instrumental et un titre chanté par Tino Rossi (EP Columbia ESRF 1381)
- 1963 : Le Roi du village, d’Henri Gruel : un instrumental et Venez les filles, chanté par les Chats sauvages avec Mike Shannon (EP Pathé Marconi EG 659)
- 1966 : Cécilia, médecin de campagne, série télévisée d'André Michel : deux instrumentaux (EP Ducretet Thomson 460 V 720)
- 1969 : Le Temps de vivre, de Bernard Paul : Le Temps de vivre chanté par Henia Ziv et un instrumental (single Polydor 66 708)
- 1969 : L'Américain, de Marcel Bozzuffi : deux instrumentaux (single United Artists / EMI C 006-90521)
- 1969 : La Fiancée du pirate, de Nelly Kaplan : Moi je me balance chanté par Barbara (single Philips 336 279)
- 1969 : Les Hors-la-loi, de Tewfik Farès
- 1970 : Le Client de la morte-saison, de Moshé Mizrahi
- 1970 : Solo, de Jean-Pierre Mocky : deux instrumentaux (Polydor 2056 018)
- 1970 : Le Pistonné, de Claude Berri : trois instrumentaux (EP Barclay 71 435)
- 1972 : Mendiants et Orgueilleux, de Jacques Poitrenaud : chante les deux morceaux qu’il a aussi écrits, Mendiants et orgueilleux et La blessure (single Polydor 2056 134)
- 1972 : Le Trèfle à cinq feuilles, d’Edmond Freess : compositeur avec Hubert Rostaing (single Polydor 2056 164)
- 1979 : Au bout du bout du banc, de Peter Kassovitz : deux instrumentaux (Festival/Musidisc SPX 232)
- 2009 : Mirrors For Princes, de Lior Shamriz : Joseph (single Polydor  184350)

### Collaborations
- 1979 : La Belle Histoire de l'enfant qui possède tout, d'après le dixième chant du Bhâgavata Purâna, avec, entre autres, le groupe Garana, Patrick Bernard, Christian Chevallier, Rosy Varte (la fermière) et Henri Virlogeux (Kaṁsa), réalisation d'Alain Rémila, album double 33 tours 30 cm, disque Gopal Productions RP104/RP106 : un conteur
- La Dame brune, chanté avec Barbara

## Filmographie

### Cinéma
- 1972 : Mendiants et Orgueilleux de Jacques Poitrenaud : Hadjis
- 2004 : Akoibon d'Édouard Baer : lui-même

### Télévision
- 1981 : Livingstone, téléfilm de Jean Chapot : Livingstone
- 1990 : Les Mouettes, téléfilm de Jean Chapot : Mathieu
- 1998 : Le Comte de Monte-Cristo, mini-série de Josée Dayan : l'abbé Faria
- 2007 : Navarro, série télévisée, épisode Jour de colère (saison 18, épisode 3) de Philippe Davin : Nourredine

## Écrits
- Georges Moustaki (préf. Jorge Amado), Les filles de la mémoire : souvenirs, Paris, Éditions Calmann-Lévy, 1989, 200 p. (ISBN 2-7021-1770-8).
- Georges Moustaki (2 tomes, préf. du tome 1 Jerome Charyn, préf. du tome 2 Frédéric Vitoux), En ballades, Saint-Cyr-sur-Loire, Éditions Christian Pirot, 1996 (ISBN 978-2-86808-103-2 et 978-2868081049).
- Georges Moustaki et Siegfried Mer, Fils du brouillard, Paris, de Fallois, 1999, 118 p. (ISBN 2253151211)[31].
- Georges Moustaki, Petite rue des Bouchers (roman), Paris, Éditions de Fallois, 2001 (ISBN 978-2-87706-402-6).
- Georges Moustaki, Un chat d'Alexandrie : entretiens avec Marc Legras, Paris, Éditions de Fallois, 2002, 213 p. (ISBN 2-87706-434-4).
- Georges Moustaki, Marc Legras et Michel Legras, Moustaki, avec Marc Legras : chaque instant est toute une vie..., Asnières-sur-Seine, Éditions du Marque-pages, 2005, 161 p. (ISBN 2-915397-05-8).
- Georges Moustaki (avant-propos de Robert Solé), Sept contes du pays d'en face, Arles, Actes Sud, coll. « Un endroit où aller », 2006, 54 p. (ISBN 978-2-7427-6014-5).
- Georges Moustaki, La Sagesse du faiseur de chanson : (mémoires), Paris, Éditions Jean-Claude Béhar, 2011, 106 p. (ISBN 978-2-915543-35-3).
- Georges Moustaki (préf. Vincent Delerm), Petit abécédaire d'un amoureux de la chanson, Paris, L'Archipel, 2012, 161 p. (ISBN 978-2-8098-0886-5).
- Georges Moustaki (préf. Georges Brassens), Éphémère éternité : chansons choisies, Paris, Le Cherche midi, 2013, 210 p. (ISBN 978-2-7491-2640-1).

## Décorations
- Chevalier de la Légion d'honneur[32]
- Commandeur de l'ordre des Arts et des Lettres. Il est fait commandeur le 30 mai 1996[33].